# ズ・ダン号事件
ズ・ダン号事件（ズ・ダンごうじけん）は、1987年に朝鮮民主主義人民共和国（北朝鮮）の民間人11名が船で日本に漂着し亡命を求めた事件である。現在の北朝鮮からの亡命を求める脱北者の最初の事例として知られている。

## 事件の概要
1987年1月20日、錆だらけの老朽化した50tの小型船ズ・ダン号（朝鮮語: 주단-9082、カナ転写：チュダン-9082。北朝鮮によれば「資源保護監督船」）が福井新港を漂流しているのが発見された。ズ・ダン号は海上保安庁によって福井県敦賀市にある敦賀港に曳航され、この時点で事件が明らかになった。
ズ・ダン号には咸鏡北道清津に住んでいた朝鮮人医師の金萬鉄（キム・マンチョル 当時46歳）ら一族11名が乗船していた。当初、日本政府は北朝鮮当局の主張に沿って、彼らを「事故により日本に流れついた漂流民」として扱い、北朝鮮に送還しようとした。
日本における事実上の北朝鮮の在外代表である在日本朝鮮人総連合会は仲介者として強制送還の手続きに入ろうとしたが、金医師が「南の暖かい国で自由に生きたい」と亡命の意思表示をし、金一家は総連との面会を拒否した。金一族は出身成分の低さから来る差別と貧しい生活から逃れるために北朝鮮を脱出してきた。これは北朝鮮当局の主張とは矛盾したものであった。
そのため今度は大韓民国及び在日本大韓民国民団が介入し、一気に事態が紛糾することとなった。これにより南北朝鮮の関係者が敦賀港に押しかけ、南北朝鮮の対立が港の界隈に持ち込まれる事態となり、一時騒然とした。
日本政府は金一族の自由意思の確認をおこなった後、人道主義の見地から北朝鮮ではなく第三国へ移送することを決定し、受け入れ国の打診など、国際法に基づく手続きを踏んだ結果、2月1日に当時は韓国との正式な国交があった中華民国が11名の一時受け入れを条件付で認めた。

### 日本からの出国
過去には同様の事件として、1966年2月に北朝鮮の武装漁船が下関に密航してきた事件（平新艇事件）が発生しており、この時は亡命希望者4人の韓国への亡命を認め、残りの船員9人と船体をソ連の仲介で返還した前例があったが、今回のように漂流者全員が第三国への亡命を求めた事態は初めてだった。
そのため日本政府は一族を直接韓国入りさせるのは問題があるとして一旦第三国に出国させ、韓国へ向かわせることにした。それまで金一族は入国（上陸）できないために狭い船内での生活を余儀なくされていたが、日本に漂着して19日目の2月7日未明、船上生活に終わりを告げた。
一族11名は午前3時45分頃、敦賀港の沖合い2.7kmの地点に停泊していたズ・ダン号から巡視艇に移り、さらには巡視船「おおすみ」に移乗した。一方、敦賀港内では海上保安庁によって、一族を上陸させているよう見せかける偽装工作が行われていた。この冬の未明の隠密作戦は、移送しようとしていることを北朝鮮側に悟らせないための措置であった。一族は「おおすみ」から午前8時ごろにヘリコプター2機で鳥取県米子市にある海上保安庁美保基地に移動していた。この事を海上保安庁は昼過ぎまで認めなかったため、昼過ぎまで金一族が移動したことに気が付かない者もいた。
午後3時半頃には海上保安庁所属のYS-11（機体記号：JA8791）に一族が搭乗し、美保基地をあとにした。途中、沖縄県の那覇空港に午後9時前に到着し、給油と一族の出国手続きを行い午後10時外務省の職員1名も同乗して出発し台湾（中華民国）・桃園県の中正国際空港（現在の台湾桃園国際空港）に到着した。

### 韓国へ
一族は日本から出国したが、この措置は一時的なもので最終的には韓国に行くと見られていた。韓国政府は一族11名を2月8日の当日中に韓国に移送することになり、夕刻に大韓航空の特別機で午後10時24分（日本時間と同じ）にソウルの金浦空港に到着した。一族は韓国で歓迎され3700万円の給付金（報奨金）を受け韓国における新しい生活を始めた。また日本の政府当局は、予想以上に早く一族が韓国に向かったことに衝撃を受けた。なお一族が乗っていたズ・ダン号は北朝鮮に返還されず、老朽化していたため日本で解体処分となった。

## 事件の影響
北朝鮮関連の事件が日本国民の関心事となるニュースになったのはこの事件が初めてである。この時期は北朝鮮の正確な内情が伝わっていないこともあり、悲惨な状況にあると余り認識されておらず、かつての「地上の楽園」宣伝から漠然とした好感を持つ人が少なくなかった。北朝鮮に厳しい意見がある一方、一家を韓国の工作員で謀略であるとし、親北朝鮮の立場に立つ意見もあり、日朝関係を懸念する意見もあった。
一方の韓国では当時の軍部独裁政権に対する民主化運動が活発化しており、この亡命事件とほぼ同じ時期に韓国警察が民主化要求デモで拘束したソウル大学学生を拷問死させる不祥事（朴鍾哲拷問致死事件）を起こしていた。また歴史教科書問題や名古屋オリンピックとソウルオリンピックの競合もあり、日本の国民感情は北以上に南に対して良いとはいえないものであった。
事件が発生した当時は、北朝鮮による日本人拉致問題が一部マスコミで報道され、北陸各県では事実 であるとする認識があったが日本全体からすれば認知度は低く、北朝鮮に対する情報は皆無に等しかった。北朝鮮を支持する層が一定数存在し、金日成が行う主体思想や千里馬運動を好意的に紹介し、拉致疑惑を捏造であるとしていた。また社会主義国であるはずの北朝鮮に出身成分という身分制度があるとは思っていなかったため、この事件は驚きをもって迎えられた。また、事件と同年に発生した大韓航空機爆破事件も含め、現実が明らかになったことで北朝鮮への漠然とした好感は消え、厳しい国民生活や独裁を問題視するようになった（ただし、日本人に対する拉致問題が広く認識されるようになったのは1990年代後半以降である）。
北朝鮮は日本の行為を「国際テロ」「非人道的犯罪」と非難した。また、この亡命事件は1983年に北朝鮮軍人閔洪九の亡命事件に報復するために日本人乗組員2名が抑留された第十八富士山丸事件の解決にも支障が生じた（北朝鮮は抑留した日本人を取引材料にする「人質外交」をおこなっていた）。北朝鮮当局が2月8日に日本赤十字社に送った書簡 では、日本側によるズ・ダン号の乗組員に対する対応を「政治的謀略行為」と非難し、「漁業問題についても強硬な態度に出るしかなく、第十八富士山丸事件の抑留している2人の帰国が困難になった」と主張している。
この北朝鮮の態度に対し、当時の中曽根康弘首相は「こっち（日本側）はこっちで、人道主義と国際法にのっとってやった」と述べた。またズ・ダン号と第十八富士山丸との事件は別個のものであり関係は無かった。そのため北朝鮮は日朝間の全ての問題をリンクしてしまっていたといえる。北側の要求通りにしなければ抑留した日本人も返さないというのは、道理の通った話ではない、とする主張 もあった。
また、北朝鮮は事件直後の1987年1月25日に黄海の白翎（ペンニョン）島北西側28マイルの公海上で操業していた韓国漁船ドンジン号を、北朝鮮の主張する境界線を越えてスパイ活動したとして拿捕し、乗組員12人を拉致していたが、送還を約束しながら金一族が韓国入りをした事を理由に約束を反故にした。その後も北朝鮮は1993年に韓国政府が非転向長期囚イ・インモを送還した時もドンジン号乗員の送還を履行しなかった。2016年現在も船員たちは抑留されたままである。

## 事件のその後
- 韓国に定住した金萬鉄が、北朝鮮での生活を綴った『悪夢の北朝鮮―亡命船「ズ・ダン」号が伝える謎の国の実態』（柴田穂、全富億翻訳）が、光文社から1987年6月に出版された。
- 金萬鉄は韓国社会では「元祖脱北者」として有名となり、ある程度の財産を築いていた。しかし度々詐欺行為の被害を受け、現在では京畿道広州の山中の輸送コンテナで夫婦で生活している。その窮状に見かねて韓国建設協会会長から1000万ウォンの寄付を受けたと2007年2月に 報道 された。なお、子息は大学に進学している。
- 「第十八富士山丸」の乗組員2名が日本への帰国を果たしたのは1990年のことであった。
- 北朝鮮から脱北者が増大するのは1989年に東欧諸国が民主化し、さらに1991年にソ連が崩壊するなど、北朝鮮の政治的同盟国が消滅したために経済的に貧窮して以降である。
- 2007年6月にはズ・ダン号と同様に一家4人が乗った木造船が青森県の深浦港に漂着する事件が発生した。この時は日本政府は北朝鮮に配慮することなく、第三国を経由させずに一家を韓国に移送した。また北朝鮮からも特に抗議も無かった。